# Hammermühle (Hohenberg an der Eger)
Hammermühle ist ein Gemeindeteil der Stadt Hohenberg an der Eger im Landkreis Wunsiedel im Fichtelgebirge (Oberfranken, Bayern). Der Weiler besteht aus drei Häusern und liegt östlich an der Eger. Auf der gegenüberliegenden Flussseite liegt das Cofinhaus. Der Weiler mit einem Grenzübergang liegt direkt an der Grenze zu Tschechien.

## Geschichte

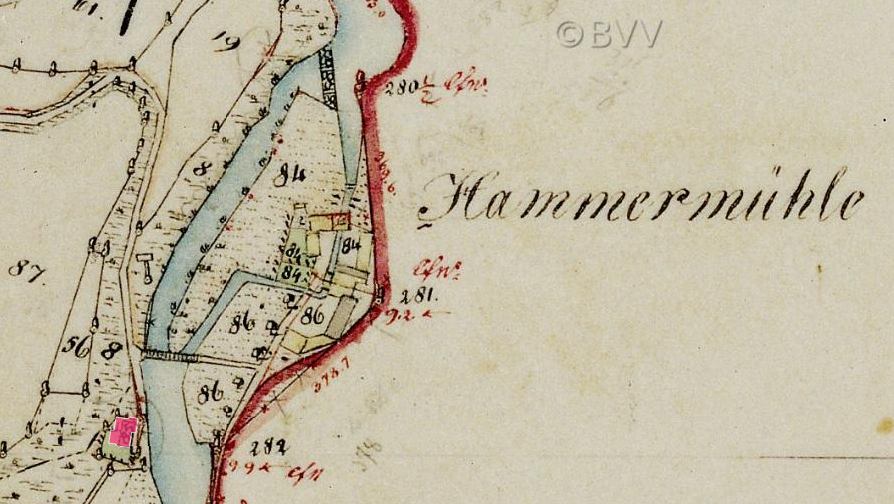
Lageplan von Hammermühle (Hohenberg an der Eger) auf der Bayerischen Uraufnahme

Im 14. und 15. Jhd. ist hier ein Eisenhammer bezeugt.